# Prvenstvo Hrvatske u curlingu 2006.
Prvenstvo Hrvatske u curlingu 2006. je bilo prvo prvenstvo Hrvatske u ovom športu. 
Održalo se u - Budimpešti po dvokružnom liga-sustavu, svatko sa svakim.
Prvi dio prvenstva se održao 12. ožujka, a drugi 6. svibnja 2006.
Ovo prvenstvo je bilo prvo prvenstvo koje je organizirao Hrvatski curling savez.
Sudjelovale su četiri postave, postave CC Zagreb, CK Vis, CK HPB-Čudnovati čunjaš i CK Zapruđe.
Kao zanimljivost je da je izvan službenog natjecateljskog dijela sudjelovala i djevojčad Curling kluba Zapruđe, koja je na koncu osvojila drugo mjesto.
Prvaci su postali igrači curling kluba Zagreb, koji su nastupili u postavi:

Alen Čadež, Dalibor Golec, Dražen Ćutić, Davor Palčec i Ognjen Golubić

Konačni poredak:

1. CC Zagreb

2. CK HPB-Čudnovati čunjaš

3. CK Vis

4. CK Zapruđe
Osvajanjem prvenstva, curlingaši "Zagreba" su izborili pravo sudjelovanja na europskom prvenstvu u Baselu koje se održalo u prosincu iste godine. 

### Ženska konkurencija
Nije bilo dovoljno djevojčadi za održavanje prvenstva, odnosno bio je samo jedan sastav, djevojčad CK Zapruđe. 

Iste su se natjecale s muškim sastavima na ovom prvenstvu, ali izvan konkurencije. Po toj ljestvici, zauzele su drugo mjesto.

Kao jedini hrv. sastav, curlingašice "Zapruđa" su ujedno činile i hrv. reprezentaciju i kao takve su nastupile na EP-u u Baselu 2006.

## Vanjske poveznice
- Hrvatski curling savez  Arhivirana inačica izvorne stranice od 23. srpnja 2007. (Wayback Machine)

- Članak na Sportnet.hr od 8. svibnja 2006.  Arhivirana inačica izvorne stranice od 26. rujna 2007. (Wayback Machine) Curling club Zagreb maksimalnim učinkom do prvoga mjesta